# Communauté de communes de la Vallée de l’Oule
Die Communauté de communes de la Vallée de l’Oule war ein französischer Gemeindeverband mit der Rechtsform einer Communauté de communes im Département Hautes-Alpes in der Region Provence-Alpes-Côte d’Azur. Sie wurde am 29. Dezember 1995 gegründet und umfasste drei Gemeinden. Der Verwaltungssitz befand sich im Ort Bruis. Der Name des Gemeindeverbandes bezog sich auf das Tal des Flusses Oule.
Die Communauté de communes du Serrois schloss sich mit sechs weiteren Communauté de communes (eine in der Region Alpes-de-Haute-Provence und fünf in der Region Hautes-Alpes) zur Communauté de communes du Sisteronais-Buëch zusammen.

## Mitgliedsgemeinden
1. Bruis
2. Montmorin
3. Sainte-Marie